# 日本商工経済会
日本商工経済会（にっぽんしょうこうけいざいかい、1943年6月1日 - 1946年10月4日）は、第二次世界大戦中、日本の統制経済を主導した国策経済団体（利益団体）。名目上はSCAPINと法律に基づき解散に至ったが、解散より前に、複数の経済団体が合併した新設団体である日本経済団体連合会に再編された。

## 概要
1943年1月18日、第81回帝国議会において、東條内閣首班の内閣総理大臣東條英機、農林大臣井野碩哉、大蔵大臣賀谷興宣、商工大臣岸信介、内務大臣湯澤三千男が、商工経済会を設立するための商工経済会法案を提出した。
法案の目的は、第二次世界大戦における「決戦体制擁立」のため、「国民経済の総力を、戦力増強の目的に集中」する組織「日本商工経済会」及び全国の各道府県の「商工経済会」を設立し、物資の統制を強化することであった。つまり全国の商工会議所を清算し、日本商工経済会の傘下部門として設立される各都道府県の商工経済会が資産を引き継ぎ、役員を入れ替えるというものであった。
都道府県商工経済会の会頭（会長）は、地方長官の推薦に基づいて商工大臣が任免することとされた。1943年（昭和18年）3月11日、商工経済会法（法律第52号）が裁可され、6月1日に施行され、全国に商工経済会が発足した。

## 沿革
法案提出の背景

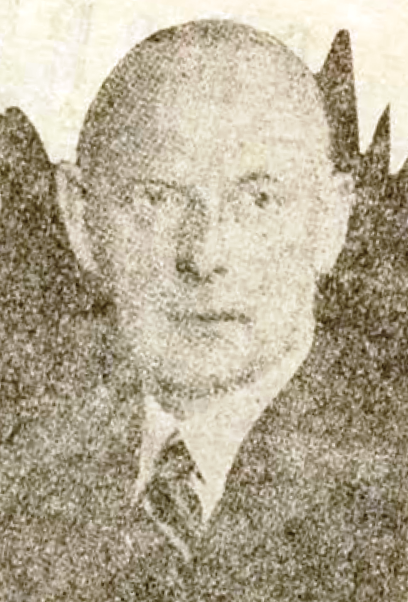
ドイツ保険協会総裁ヒルガルド（アリアンツ）。

ナチス政権は1934年、産業を12分野に分けて指導者を置く産業指導者制度を設置し、例えば保険産業の指導者はアリアンツ保険の取締役エドゥアルド・ヒルガルドが保険産業の活動を統制するなど大会社による統制が確立されていた。そのため、ユダヤ系企業を排斥するアーリア化も推進され、日本の司法省も、同年からナチスの法律文書を翻訳発行し始めていた。
生命保険会社は金融機関の役割があることから、日本でも1898年（明治31年）に生命保険協会が設立されており、第一生命保険が1923年設立のシーメンス合弁企業の富士電機製造（ベルンハルト・ムーア社長）に融資するなど、巨額の資金活動があった。
日本政府は満州事変に続いて、企画院・興亜院によって満州国に植民地支配体制を設置し、外務省は南方にゴムや砂糖の原料を求める南進論を推進した。1938年には日蘭協会会長に元駐日オランダ領事で太平洋協会のE.D. ワルリーが就任。1939年、商工大臣で海軍軍人の伍堂卓雄が、ナチスの指導者制度を模した商工経済会を設置するという「商工会議所改革案」を掲げた。目的は、行政権限の一部を民間の統制組織に嘱託して戦争政策を実施することにあった。
開戦3年目の1943年、大日本帝国軍は南進政策により、東南アジア諸国を占領しかけていたが、他方で、ドーリットル空襲に始まる米軍の空襲も激しくなっていた。さらに2月、大日本帝国海軍は風船爆弾と焼夷弾を使ったアメリカ本土空襲を行った。このことも日本政府が「決戦体制」への準備を固めなければならない理由となった。
軍事物資の増産を担当する軍需会社として、1944年（昭和19年）1月、三菱重工業以下150社、2月には服部製作所（社長田中栄八郎）、千代田光学工業など424社が指定された。

## 廃止
停戦後の1945年（昭和20年）9月、日本商工経済会は、日本経済連名会・重要産業協議会・商工組合中央会とともに、経済団体連合委員会を結成した。次いで1946年（昭和21年）8月、日本産業協議会、商工組合中央会、全国金融団体協議会、日本貿易団体協議会とともに、経済団体連合会を設立した。
1946年（昭和21年）7月30日、第90回帝国議会において、第1次吉田内閣の総理大臣吉田茂、商工大臣星島二郎、大蔵大臣石橋湛山が、GHQ覚書に基づき、商工経済会を廃止する法律案を提出した。9月4日に衆参両院で可決され、商工経済会は、表向きには法律が施行された10月4日に解散した。
産業別に設けられた指導団体は、閉鎖機関に指定されて閉鎖し、代わりに消費者庁や公正取引委員会によって認定される公正取引協議会が設置されている。